# Sum 41
Sum 41 je kanadski punk rock sastav, iz Ajaxa, Ontario. Sastav je 1996. godine osnovalo nekoliko članova lokalnih srednjoškolskih skupina. Od potpisivanja ugovora s Island Recordsom 1999. godine, sastav je objavio 5 albuma, 2 EP-a i preko 15 singlova.

## Članovi sastava
- Deryck Whibley (Bizzy D) - vokali, gitara, klavijature
- Jason McCaslin (Cone) - bas-gitara, prateći vokali
- Steve Jocz (Stevo32) - bubnjevi, prateći vokali
- Tom Thacker (Brown Tom) - gitara

## Diskografija

### Studijski albumi
- All Killer No Filler (2001.)
- Does This Look Infected? (2002.)
- Chuck (2004.)
- Underclass Hero (2007.)
- Screaming Bloody Murder (2011.)
- 13 Voices (2016.)
- Order in Decline (2019.)
- Heaven :x: Hell (2024.)

## Vanjske poveznice
- Službena stranica (engl.)